# 아우토반 48호선
아우토반 48호선(Bundesautobahn 48, BAB 48, A 48)은 라인란트팔츠주의 슈타이닝겐과 데른바흐까지 이어주는 아우토반 노선으로, 총 연장은 79 km이다. 기점에서는 아우토반 1호선과 접촉하고, 종점에서는 아우토반 3호선과도 접촉하는 것으로 알려져 왔다. 다만 코블렌츠에서는 아우토반 61호선과도 연결되지만, 유럽 고속도로 44호선의 일부를 이룬다.

## 주요 접촉 도로
- 아우토반 1호선
- 아우토반 61호선
- 아우토반 3호선

## 갤러리

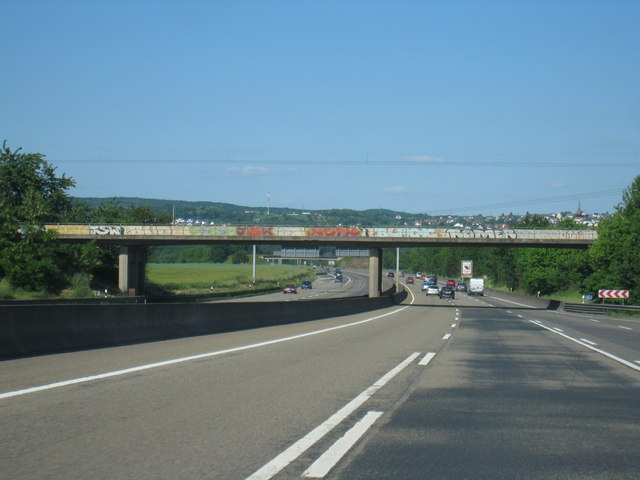
아우토반 48호선의 실제 구간